# Húsavík, Insulele Faroe
Húsavík este un oraș din Insulele Faroe.